# Joseph Cochran
 (janvier 2020).
Si vous disposez d'ouvrages ou d'articles de référence ou si vous connaissez des sites web de qualité traitant du thème abordé ici, merci de compléter l'article en donnant les références utiles à sa vérifiabilité et en les liant à la section « Notes et références ».
Joseph Plumb Cochran (14 janvier 1855 à Urmia (Iran) - 18 août 1905, Urmia), est un docteur en médecine et missionnaire presbytérien américain. Il est reconnu comme le fondateur de la première école de médecine moderne d'Iran.

## Biographie
Le père de Joseph Cochran, le révérend Joseph Gallup Cochran (1817-1871), et sa mère, Deborah Wilber Plumb (1820-1893), étaient des missionnaires américains de première génération qui se sont rendus en Iran en 1848. Ils se sont installés à Urmia, dans l'ouest de l'Azerbaïdjan, en Iran, où vivent les gens de l'ancienne culture d'Urartu et de l'une des premières églises chrétiennes, l'église apostolique assyrienne de l'Orient. La famille a consacré son zèle missionnaire au bien-être de la population locale, dont beaucoup étaient de fervents chrétiens. 
Le jeune Joseph faisait partie d'une fratrie de huit enfants. Il a eu une enfance heureuse en compagnie de sa grande famille et de ses amis. Il a appris les dilacetes locaux : l'assyrien, l'azerbaïdjanais et le kurde, en plus de l'anglais et du persan. Adolescent, il partit pour l'Amérique en 1868, séjournant à Buffalo (New York), avec la famille de Stephen Mallory Clement (1825-1892), le père de Stephen Merrell Clement, qui devait aider à financer non seulement l'éducation de Joseph Cochran, mais aussi son hôpital. Il a étudié la médecine au New York Medical College, d'où il a obtenu son diplôme en 1876. Par la suite, il a effectué deux ans de travaux pratiques à l'hôpital en chirurgie, maladies infectieuses et gynécologie. Au cours d'un voyage au Minnesota, il a rencontré sa future épouse, Katherine Hale.

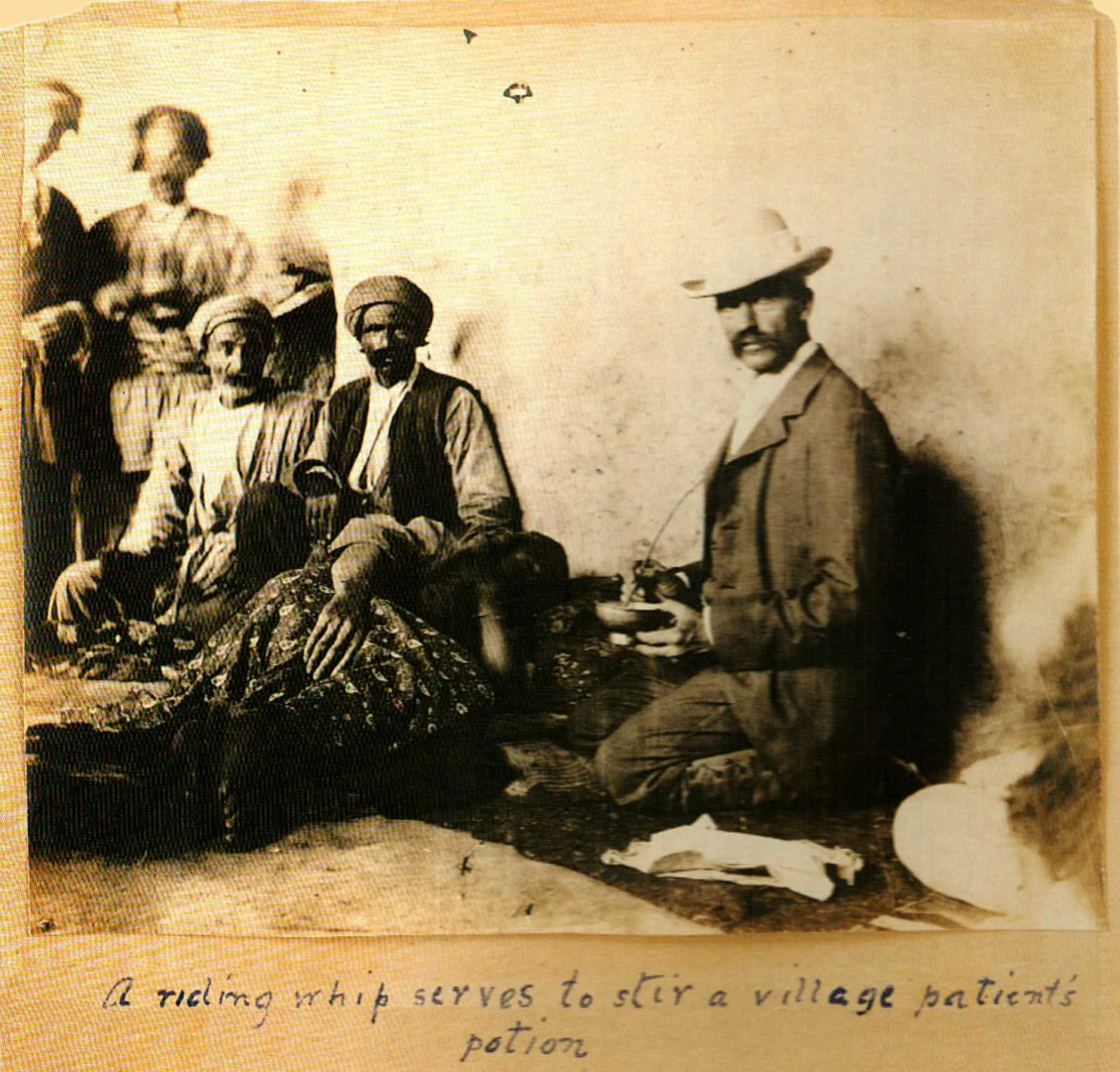
Dr Joseph Plumb Cochran travaillant dans une mission chrétienne à Urmia, en Iran dans les années 1890

Le jeune couple s'est rendu en Iran en 1878. À leur arrivée à Urmia, ils ont enquêté sur les besoins médicaux et sanitaires de la communauté et ont trouvé inadéquate la petite clinique de santé existante, qui fonctionnait sous les auspices de la société iranienne Red Lion and Sun Society. À la demande de Joseph, le Conseil des Missionnaires Assyriens a acheté un jardin de 15 hectares qui allait bientôt devenir le site d'un hôpital de 100 lits, appelé Westminster Hospital, derrière l'église de Buffalo (New York), qui était le moyen de soutenir le travail du Dr Cochran. La construction de cet hôpital a été achevée dans l'année suivant sa planification initiale et l'hôpital a ouvert ses portes en 1879. 
Cochran a résolu le problème de la pénurie de professionnels de santé locaux en créant une école de médecine moderne, la première du genre en Iran. À cette fin, il a érigé un bâtiment en bois, qui comprenait un laboratoire de recherche, près de l'hôpital, où le futur personnel médical devait être formé. Il est remarquable de constater que ce bâtiment en bois d'origine, près de l'école de médecine Urmia actuelle, est toujours intact. Une maternité adjacente a été construite plus tard, pour laquelle le matériel médical requis est arrivé d'Amérique. 
Selon les informations fournies par le site officiel de l'Université d'Urmia  Joseph Cochran a été [le premier] directeur de la faculté de médecine d'Urmia, créée en 1878. Au cours des 27 années de direction de Cochran, 26 étudiants en médecine ont obtenu leur diplôme dans cette école. Cette école a été fermée à la mort de Joseph Cochran en 1905 et est restée dans cet état pendant soixante ans, période après laquelle elle a été ouverte comme l'une des nombreuses écoles de l'Université d'Urmia. Les archives historiques de l'Université d'Ourmia possèdent des documents montrant que Mozaffar al-Din Shah Qajar et Joseph Cochran ont personnellement signé et remis des certificats aux étudiants diplômés lors de la cérémonie de remise des diplômes de 1898 (1277 AH). 

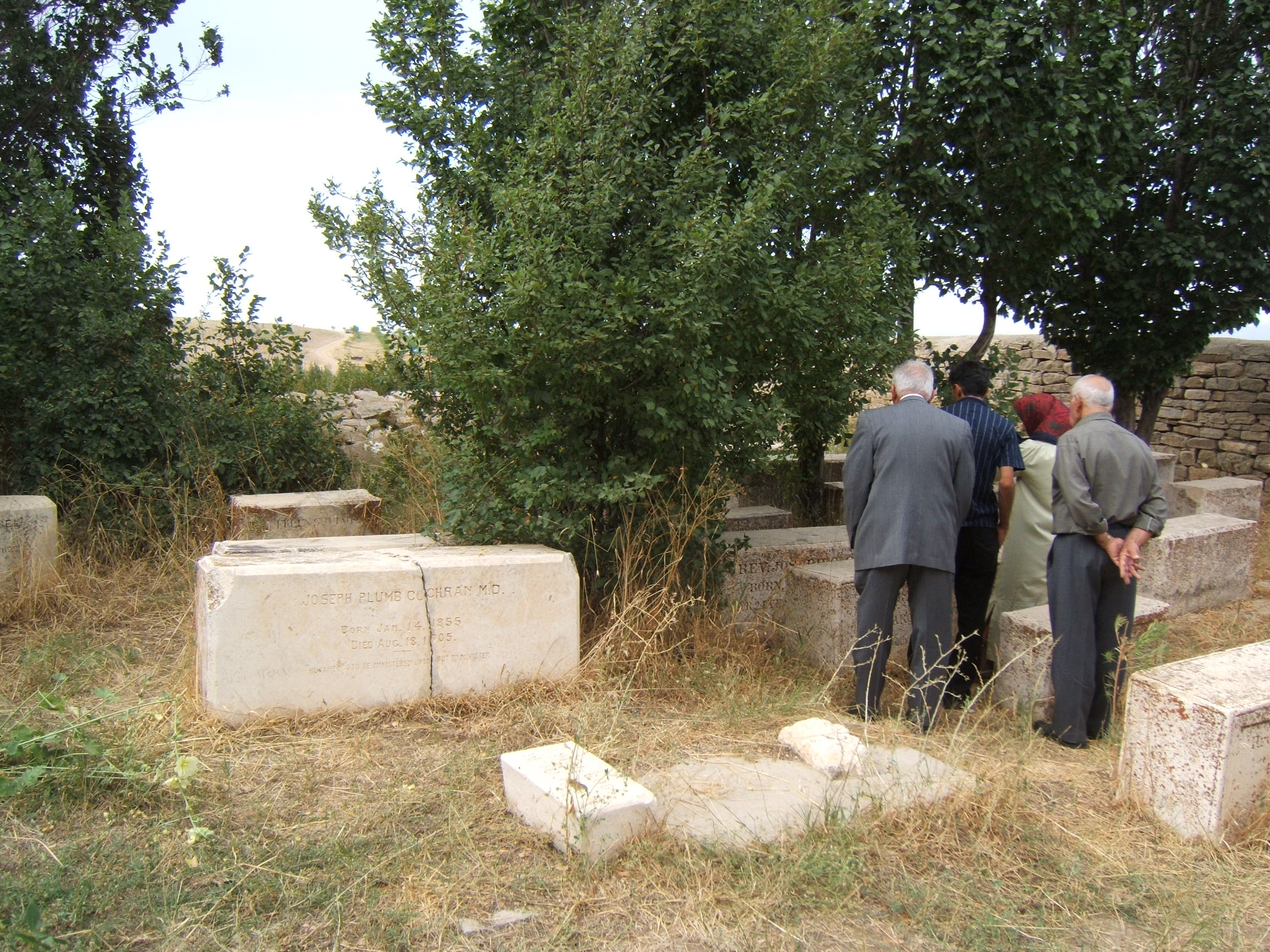
Cimetière des voyants

Au cours de la période susmentionnée, Joseph Cochran a été rejoint par d'autres médecins américains, dont le Dr Wright, le Dr Homlz, le Dr van Norden et le Dr Miller, qui sont restés en permanence en Iran. Ils reposent tous désormais à Urmia. 
Joseph Cochran est décédé à Urmia à l'âge de 50 ans, le 18 août 1905, au deuxième étage de sa maison en bois de la faculté de médecine. Sa mort a été pleurée par beaucoup. Selon certaines informations, ses funérailles ont réuni des dizaines de milliers de personnes. Il a été enterré dans le cimetière missionnaire assyrien situé sur le flanc de la Montagne des Voyants à Urmia, face à sa maison en bois, près des lieux de repos de sa femme Catherine et de ses parents. Son épitaphe se lit comme suit: "Il n'est pas venu pour être servi, mais pour servir." 
Son fils, Joseph P. Cochran, Jr, de retour en Iran en 1920, a suivi les traces de son père par le biais de ses services à l'American Mission Hospital. Sa fille, Dorothy Cochran-Romson, a servi pendant une courte période comme infirmière missionnaire dans la province de Tabriz, capitale de l'Azerbaïdjan oriental en Iran.